# Gunung Sari (Gunung Sahilan)
Gunung Sari is een bestuurslaag in het regentschap Kampar van de provincie Riau, Indonesië. Gunung Sari telt 3947 inwoners (volkstelling 2010).